# 벨리뇌
벨리뇌 (Béligneux)는 프랑스 동부 오베르뉴론알프 앵주에 위치한 코뮌이다.
리옹에서 북동쪽으로 30km 떨어진 곳에 위치해 있다. 코뮌 내에는 언덕 부근에 위치한 라발본 (La Valbonne) 마을과 샨 (Chânes) 마을이 있다.

## 인구
| 연도 | 인구  | ±%    |
| ---- | ----- | ----- |
| 2006 | 2,819 | —     |
| 2007 | 2,851 | +1.1% |
| 2008 | 2,883 | +1.1% |
| 2009 | 2,898 | +0.5% |
| 2010 | 2,905 | +0.2% |
| 2011 | 3,040 | +4.6% |
| 2012 | 3,172 | +4.3% |
| 2013 | 3,304 | +4.2% |
| 2014 | 3,296 | −0.2% |
| 2015 | 3,300 | +0.1% |
| 2016 | 3,314 | +0.4% |

## 같이 보기
- 앵 주의 코뮌 목록